# Glomma
Glomma (även Glåma eller Glommen) är Norges och Skandinaviens längsta sammanhängande vattendrag med omkring 600 kilometers längd. (Göta älv–Klarälven är dock längre.) Avrinningsområdet är 43 030 km², varav 1 % i Sverige. Medelvattenföringen vid mynningen är ca 700 m³/s, vilket är högst i Skandinavien.
Glomma rinner upp i sjön Riasten nära fjället Sylarna. Den rinner sedan genom Aursunden, cirka 690 m ö.h., nordost om Røros, flyter söderut genom Østerdalen och Solør, gör en tvär krök mot väster vid Kongsvinger och mynnar i Skagerack vid Fredrikstad.
Största biflöde till Glomma är Vorma (med Gudbrandsdalslågen) från Norges största sjö Mjøsa.
Särskilt i sitt nedre lopp bildar Glomma många forsar och vattenfall, till exempel Mørkfoss, Solbergfoss, Vammafoss och Sarpsfoss. Älven har ojämn vattenföring och stora översvämningar är vanliga under vårfloden.
Vid stora vattenföringar i Glomma uppstår en bifurkation vid Kongsvinger där vatten då överförs till Vrångsälven som är ett av Byälvens biflöden. Vartannat år  har överföring av vatten skett. Fenomenet uppträder företrädesvis under våren–försommaren i samband med vårflod i Glomma men kan även uppträda vid stora flöden under annan del av året. Den största vattenföring som överförts har varit 84 m³/s och den längsta varaktigheten 15 dygn. Den största vattenmängd som överförts under ett tillfälle har varit cirka 30 miljoner m³.
Glomma avvattnar Norges skogrikaste områden och har varit Nordens största flottled.[källa behövs]
I sitt nedersta lopp genom Fredrikstads kommun delar sig älven i två grenar vid öarna Isegran och Kråkerøy. Huvudgrenen går öster om Kråkerøy och kallas Østerelva. Sidogrenen på västsidan av  Kråkerøy kallas Vesterelva. Bägge grenarna mynnar ut i Oslofjorden.